# Mats Wahl
Mats Wahl (* 10. Mai 1945 in Malmö; † 14. August 2025) war ein schwedischer Schriftsteller und Drehbuchautor.

## Leben
Seine Kindheit verbrachte Wahl auf Gotland und in Stockholm, wo er auch später lebte. An der Universität Stockholm studierte er Pädagogik, Literaturgeschichte und Sozialanthropologie. 1965 begann er ein Lehramts-Referendariat. Die Erfahrungen, die er dabei im Umgang mit Problemkindern machte, schrieb er in einigen pädagogischen Büchern und Artikeln nieder. In den 1980er Jahren begann er Romane für Erwachsene, Kinder und Jugendliche zu verfassen. Neben historischen Romanen und Jugendromanen beinhaltet sein Werk auch Sachbücher, Drehbücher und Theaterstücke; allein in Schweden brachte er 42 Bücher und 5 Theaterstücke heraus.

## Werke (Auswahl)

### Harald-Fors-Krimis
- 2000: Der Unsichtbare
- 2004: Kaltes Schweigen
- 2005: Kill
- 2007: Die Rache

### Andere Werke
- 1981: Himbeeradler
- 1993: Der lange Lauf auf ebener Erde
- 1994: Sehnsucht nach der großen Liebe
- 1995: Winterbucht (Vinterviken)
- 1995: Därvarns Reise
- 1995: Die Vasa
- 1996: Die Lüge
- 1996: Der Strandherr
- 1996: Ein paar richtig schöne Tage
- 1997: Mauer aus Wut
- 1997: Emma und Daniel
- 1999: So schön, dass es wehtut
- 1999: Die lange Reise
- 1999: Bis zum Showdown
- 2002: Die Leute von Birka
- 2002: John-John
- 2003: Emmas Reise
- 2004: Soap oder Leben
- 2005: Schwedisch für Idioten
- 2011: Du musst die Wahrheit sagen
- 2014: Wie ein flammender Schrei
- 2015: Sturmland – Die Reiter
- 2016: Sturmland – Die Kämpferin

## Preise und Auszeichnungen (Auswahl)
- 1989 Nils-Holgersson-Plakette für Maj Darlin
- 1993 August-Preis für Vinterviken (Winterbucht)
- 1994 Internationaler Janusz-Korczak-Literaturpreis für Vinterviken
- 1996 Deutscher Jugendliteraturpreis für Winterbucht
- 2002 Gustav-Heinemann-Friedenspreis für Kinder- und Jugendbücher für Der Unsichtbare
- 2004 JuBu Buch des Monats für Kaltes Schweigen
- 2005 JuBu Buch des Monats für Soap oder Leben
- 2005 Die besten 7 Bücher für junge Leser (DeutschlandRadio/Focus)
- 2006 Silberner Lufti (Lufti-Jugendbuchjury) für Kill